# بيرسي براينت
بيرسي براينت (بالإنجليزية: Percy Bryant)‏ هو متزلج جماعي أمريكي، ولد في 12 يونيو 1899 في سارانك ليك في الولايات المتحدة، وتوفي في 26 أغسطس 1961 في نيويورك في الولايات المتحدة.

## وصلات خارجية
- بيرسي براينت على موقع أوليمبيديا (الإنجليزية)